# 格雷格·彭斯
格雷戈里·约瑟夫·彭斯（英語：Gregory Joseph Pence，1956年11月14日—）是美国商人和政治人物。曾任美国众议员，代表印第安纳州第6国会选区，该选区为印第安纳州中东部的大部分地区，其中包括彭斯的家乡哥伦布。彭斯是共和党成员，他是第48任美国副总统迈克·彭斯的哥哥。

## 外部連結
- Congressman Greg Pence （页面存档备份，存于） official U.S. House website
- Campaign site （页面存档备份，存于）

- 美國國會國家人物傳記大辭典中的傳記
- 由華盛頓郵報維護的投票記錄
- 智慧投票计划中的傳記、投票紀錄及利益集團評級
- 聯邦選舉委員會中的競選財務報告和數據
- C-SPAN內的頁面（英文）